# Langues adelbert du Sud
Les langues adelbert du Sud sont une famille de langues papoues parlées en Papouasie-Nouvelle-Guinée dans la province de Madang.

## Classification
Les langues adelbert du Sud sont un des groupes qui constituent la famille des langues madang qui sont rattachées par Malcolm Ross à la famille hypothétique des langues trans-Nouvelle Guinée. William Foley estime que l'inclusion de ces langues dans l'ensemble trans-Nouvelle-Guinée est hautement probable. Hammarström, Haspelmath, Forkel et Bank considèrent, contrairement à Ross, qu'elles constituent avec les langues kalam un  groupe du madang.

## Liste des langues
Les langues adelbert du Sud, au nombre de quatorze, sont les suivantes :
- groupe osum-wadaginam-pomoikan 
  - sous-groupe pomoikan 
    - anam
    - anamgura
    - moresada

  - utarmbung
  - wadaginam
- groupe sogeram
  - sous-groupe atan 
    - atemble
    - nend

  - sous-groupe sogeram central
    - apali
    - paynamar
    - sous-groupe sikan 
      - mum
      - sileibi

  - sous-groupe sogeram de l'Est
    - faita
    - gants
    - musak